# Gonocormus dichotomus
Gonocormus dichotomus là một loài dương xỉ trong họ Hymenophyllaceae. Loài này được Prantl mô tả khoa học đầu tiên năm 1875.
Danh pháp khoa học của loài này chưa được làm sáng tỏ. 